# 웰시 코기

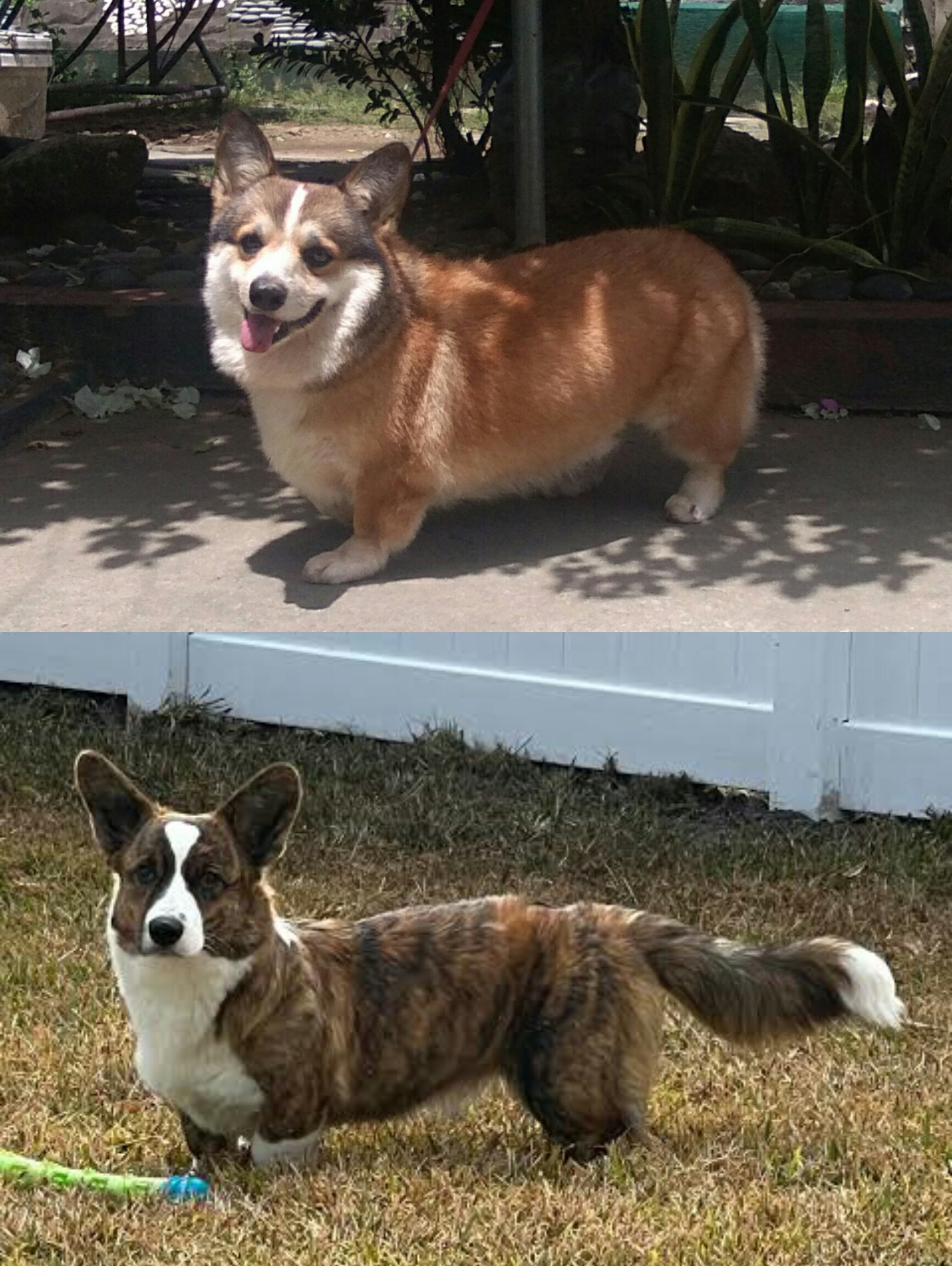
펨브룩 웰시 코기

웰시 코기(영어: Welsh corgi)는 몸통이 길고 다리가 짧은 영국의 웨일스산의 개이다. 웰시 코기는 펨브룩 웰시 코기 , 카디건 웰시 코기 이 두 가지의 종류로 나뉘는데 펨브룩이 더 흔하다.
카디건과 펨브룩은 귀 크기, 몸집 등으로 알 수 있다. 카디건은 귀 크기와 몸집이 조금 더 크다. 짧고 통통한 다리와 식빵 모양의 엉덩이가 특징이고, 털 색은 갈색, 고동색, 황토색, 검은색, 회색+검은색 점박이 등으로 다양하다. 몸무게는 14~ 17kg정도이다. 활동적이며 운동량이 많고, 털빠짐이 심하고 꼬리를 자른 웰시코기들이 많다. 자르지 않으면, 다리가 짧아서 꼬리가 쓸릴 수도 있기 때문이다.

## 성격
대다수의 웰시 코기는 사람에게 친절하고 사람을 잘 따르는 품종으로 유명하다. 그러나 개체에 따라 차이가 있을 수 있다. 일부는 보더 콜리와 비슷하게 양몰이도 충분히 할 수 있다. 운동량이 많고 활발하여 함께 운동하기에는 아주 좋다. 그래서 소몰이견으로도 알려져 있다. 또한, 자기 영역에 대한 경계심이 많은 편이라 집을 잘 지킨다. 또한 활동량이 많고 털빠짐이 많아 실내견으로 키우기에 부적합하다.

## 주요 질병
림프종, 비만, 간암에 매우 취약할 수 있다. 그 외에도 추간판 헤르니아, 백내장, 슬개골탈구, 요로결석증, 폐암, 췌장암, 탈모증, 대장암 등에도 취약한 종이다.